# Dendropsophus labialis
La rana sabanera o rana andina [(Dendropsophus molitor) antes conocida como Dendropsophus labialis] es una especie de anfibio anuro que vive en Colombia, en la Cordillera Oriental de los Andes entre los 2.400 y 3.200 m de altitud.
Mide entre 4 y 7 cm de longitud. La coloración de la piel varía, generalmente verde, frecuentemente con manchas castañas o pardas y a veces totalmente de estos colores. Carece de membranas interdactilares en las manos.
Vive cerca de humedales, charcos, estanques, pantanos, lagunas u otras aguas calmadas. Tiene hábitos nocturnos y se alimenta principalmente de insectos. Puede saltar por el suelo, subir a los árboles, piedras y construcciones.